# Девичий монастырь
Девичий монастырь (груз. წმინდა სტეფანეს მონასტერი , арм. Կուսանց վանք), также Монастырь Святого Степана или Монастырь Кусаноц — бывший армянский, затем в ведении грузинской патриархии, монастырь в Тбилиси.
В настоящее время используется название Квемо Бетлеми (Нижняя Вифлеемская церковь). К храму от улицы Асатиани ведёт подъём и лестница Бетлеми.

## История
Инициатором основания монастыря является Мелик-Ашхарбек, чей отец Аслан (Ходжи) Бебудян, переселился в Тифлис из Персии в XVII веке. Территория монастыря находилась недалеко от дома Бебудянов (иногда по их фамилии именовался и целый квартал).
Мелик-Ашхару не удалось осуществить строительство, так как он погиб в 1724 году в битве с турками. Его сын, участник индийского похода Надир-шаха, Мелик-ага решил докончить дело отца, он выступил строителем и ктитором монастыря. Мелик-ага пригласил двух монахинь из Церкви Святой Екатерины в Новой Джуге. Строительство первого здания было окончено в 1727 году.
Поначалу была возведена лишь часовня. При игуменье Гаяне Бебудян (1840—1875) она была перестроена, о чём и свидетельствуют имеющиеся здесь надписи. Из всего этого можно сделать вывод, что все сведения относятся к первоначальной часовне, построенной тавадом Ашхарабеком Бебудовым в 1917 году. В эпиграфии Ефросине Абамеликян, скончавшейся в 1911 году, сказано, что построенная в 1727 году церковь Святого Стефана была отреставрирована в 1868 и 1910 годах.
С 1988 года находится в юрисдикции Грузинской Православной церкви. В 1991—1997 годах интерьер церкви расписан художниками Д. Хидашели и М. Чакветадзе.

## Галерея

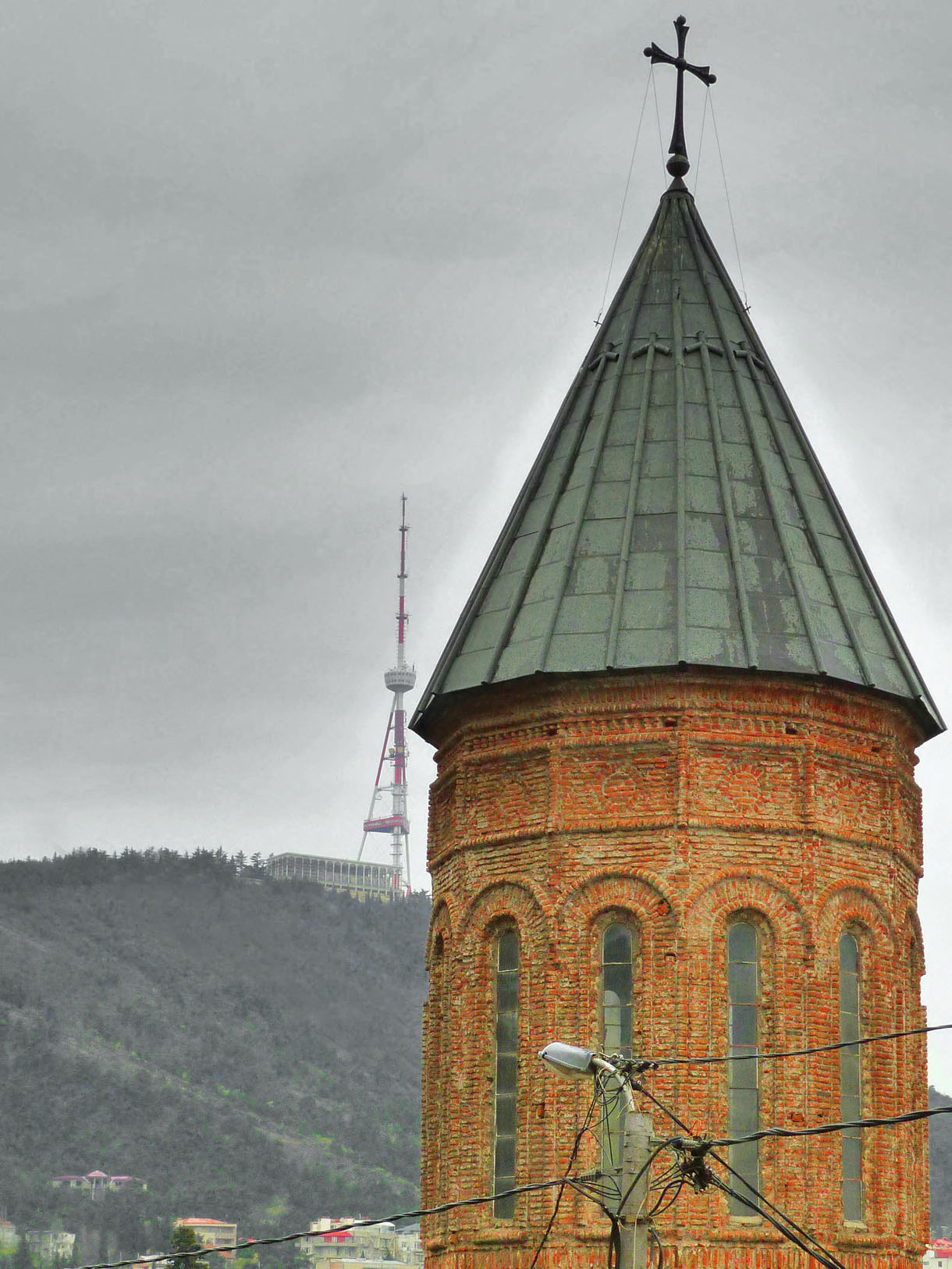
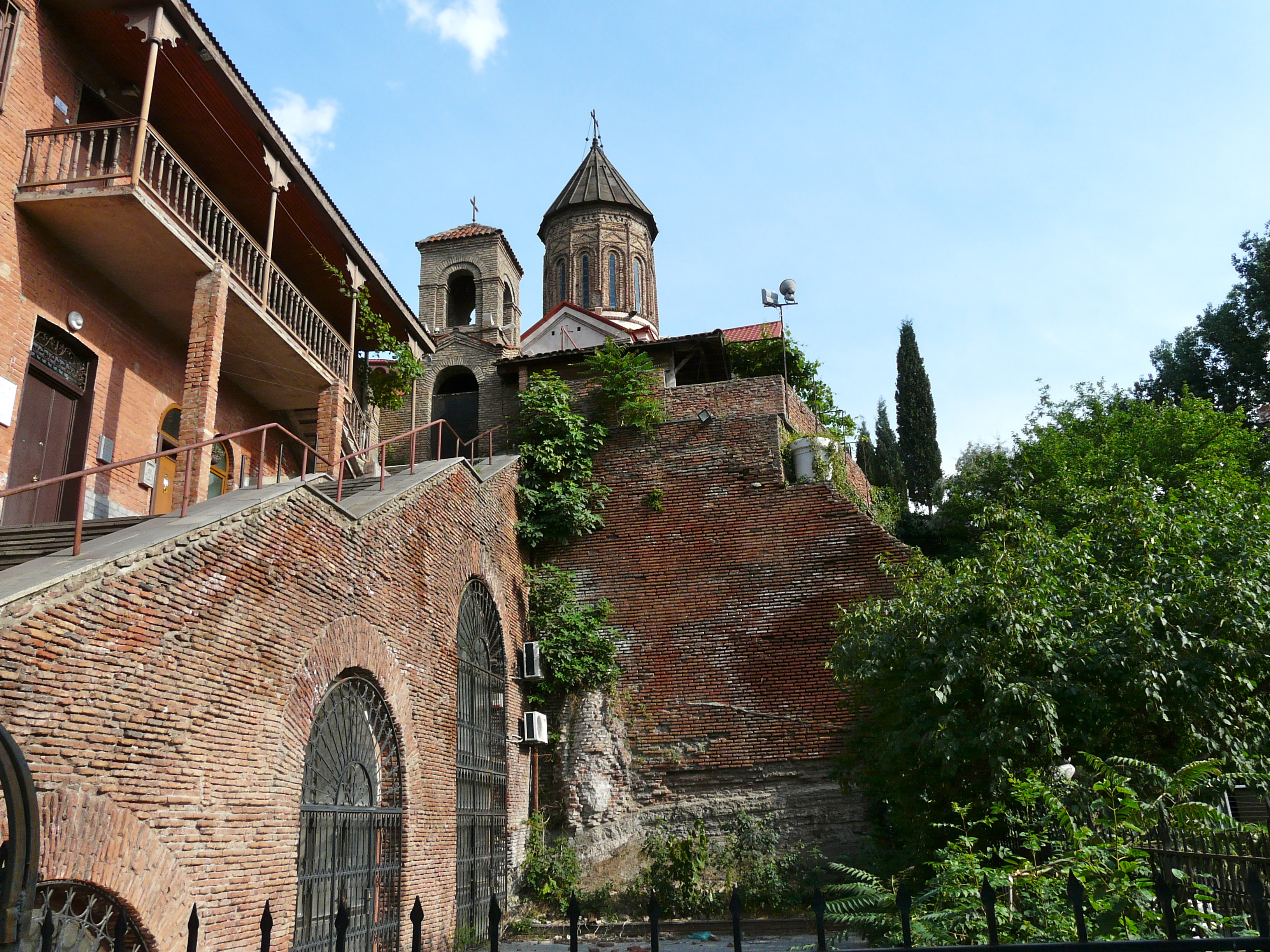
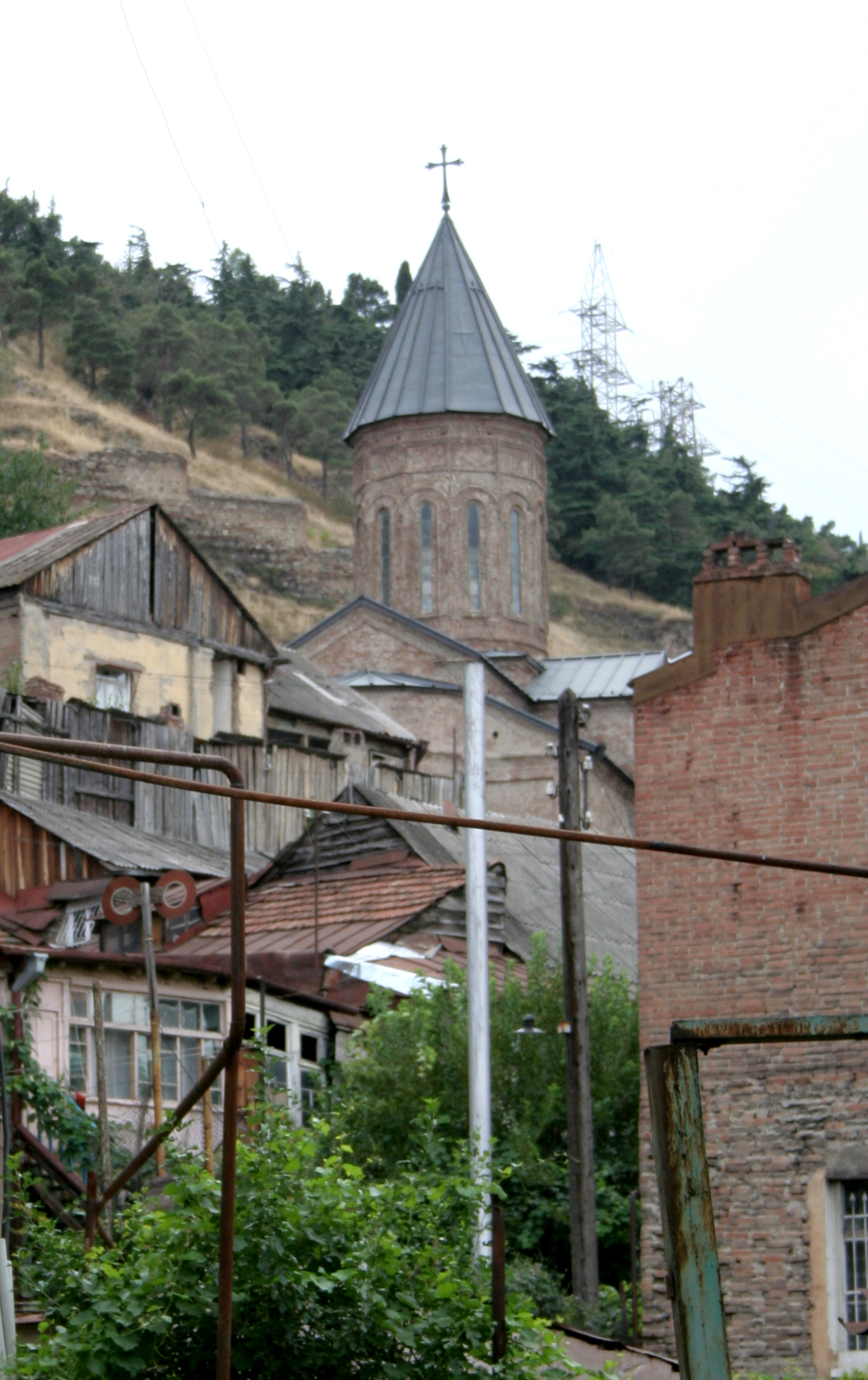